# Комишний Чандак
Коми́шний Чанда́к (каз. Қамысты Шандақ) — село у складі Федоровського району Костанайської області Казахстану. Входить до складу Комишинського сільського округу.
Населення — 194 особи (2021; 226 у 2009, 314 у 1999, 403 у 1989).